# Microstigmata longipes
Microstigmata longipes är en spindelart som först beskrevs av Lawrence 1938.  Microstigmata longipes ingår i släktet Microstigmata och familjen Microstigmatidae. Inga underarter finns listade i Catalogue of Life.